# Jochen Till

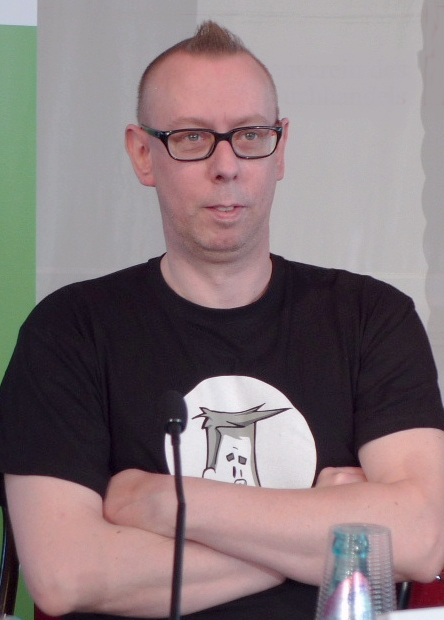
Jochen Till (2010)

Jochen Till (* 27. Mai 1966 in Frankfurt) ist ein deutscher Schriftsteller, Jugendbuch- und Theaterautor.

## Leben
Jochen Till wurde am 27. Mai 1966 in Frankfurt am Main geboren, wuchs in Bad Soden auf und lebt heute in Frankfurt am Main. Nach dem Abitur 1988 – nach dreimaligem Wiederholen der 8. und einmaligem Wiederholen der 11. Klasse – studierte er zunächst Anglistik, Amerikanistik und Germanistik auf Magister und arbeitete nebenbei in zahlreichen verschiedenen Jobs, u. a. als Videothekar, Nachtwächter oder Comicverkäufer.
Nachdem er in seiner Jugendzeit vorwiegend Gedichte und Songtexte schrieb, ist Till seit 1997 als freier Schriftsteller tätig, seit 2005 hauptberuflich. Die meisten seiner bei Rowohlt, Arena und vor allem bei Ravensburger verlegten Werke fallen in den Bereich Kinder- und Jugendliteratur. Zusätzlich erschienen sind bislang zwei Gedichtbände und Beiträge für zahlreiche Anthologien.
Nebenher ist er als Drehbuchautor, Übersetzer und Text- und Dialogbearbeiter, sowie als Schirmherr der „Junge Medien Jury“ in Frankfurt tätig.
Sein Buch Ohrensausen wurde 2003 nominiert für den Deutschen Jugendliteraturpreis.
Sein Buch „Der letzte Romantiker“, ein schwarzhumoriges Roadmovie, wurde 2004 der Öffentlichkeit in der Frankfurter Batschkapp vorgestellt. Das gleichnamige Hörbuch wurde an zwei Abenden, im Frankfurter Nachtleben, live aufgenommen.
Im Oktober 2008 wurde sein erstes Theaterstück Bauchlandung, eine Adaption seines gleichnamigen Romans, als Jugendstück in den Frankfurter Landungsbrücken uraufgeführt. Im Juni 2009 folgte dort mit Sturmfrei eine weitere Bühnenbearbeitung einer eigenen Vorlage.
Jochen Till, der nach eigener Aussage nicht lesen kann, „zumindest nicht laut und vor Leuten“ wird auf seinen ausgedehnten Lesereisen stets von einem Stamm an Schauspielern und Sprechern begleitet, die seine Texte interpretieren.

## Werk

### Jugendromane
- Der Junge Sonnenschein. MariPosa, Berlin 1997.
  - Neuausgabe: Rowohlt, Reinbek 1999.
  - Neuausgabe als Sonnenschein. Arena, Würzburg 2006, ISBN 3-401-02488-4.
- Nichts wie weg! Ravensburger, Ravensburg 2000, ISBN 3-473-35217-9.
- König für einen Sommer. Arena, Würzburg 2001, ISBN 3-401-02618-6.
- Ohrensausen. Ravensburger, Ravensburg 2002, ISBN 3-473-35239-X.
- Verdammter Dienstag. Arena, Würzburg 2003, ISBN 3-401-02653-4.
- Bauchlandung. Ravensburger, Ravensburg 2004, ISBN 3-473-35247-0.
- Fette Ferien. Ravensburger, Ravensburg 2004, ISBN 3-473-52258-9.
- Zugeinander. Ravensburger, Ravensburg 2005, ISBN 3-473-35255-1.
- Sturmfrei. Ravensburger, Ravensburg 2006, ISBN 3-473-58233-6.
- Ausgeflogen. Arena, Würzburg 2007, ISBN 978-3-401-02944-3.
- Abschlussfahrt: wer einschläft, verliert! Ravensburger, Ravensburg 2008, ISBN 978-3-473-58343-0.
- Fiese Ferien. Ravensburger, Ravensburg 2009, ISBN 978-3-473-52406-8.
- Überall Mädchen. Der große Nick erzählt. Carlsen Verlag, Hamburg 2009, ISBN 978-3-551-68455-4.
- Charlie und Leo. Wie erobert man das schlechtgelaunteste Mädchen der Welt? Ravensburger, Ravensburg 2010, ISBN 978-3-473-58368-3.
- Charlie und Leo. Der Typ muss weg. Ravensburger, Ravensburger 2012, ISBN 978-3-473-58402-4.
- Auf die Ohren! Ravensburger, Ravensburg 2013, ISBN 978-3-473-58437-6.
- Ferien, Flirten & Flamingos, Ravensburger 2014, ISBN 978-3-473-52511-9.

### Kinderbücher
- Raubritter Rocko und die rostige Rüstung, Tulipan 2012, ISBN 978-3-86429-108-1.
- Raubritter Rocko und die verflixte Flugstunde, Tulipan 2013, ISBN 978-3-86429-119-7.
- Raubritter Rocko und die Monster-Mathestunde, Tulipan 2014, ISBN 978-3-86429-190-6.
- Spackos in Space, Tulipan, Berlin 2013, ISBN 978-3-86429-154-8.
- Einfach Ungeheuerlich! Rotzschleimtorte für alle! (Band 1), Ravensburger 2015
- Einfach Ungeheuerlich! Ein halbes Nilpferd, Bitte! (Band 2), Ravensburger 2015
- Einfach Ungeheuerlich!  Zum Geburtstag viel Quatsch! (Band 3), Ravensburger 2016
- Einfach ungeheuerlich! Kakerlakenkekse und Teerbonbons (Band 4), Ravensburger 201
- Mein unsichtbarer Freund, Illustrator: Steffen Gumpert, Ravensburger 2018 ISBN 978-3-473-36535-7
- Luzifer Junior (Band 1) – Zu gut für die Hölle, Loewe 2017, ISBN 978-3-7855-8366-1.
- Luzifer Junior (Band 2) – Ein teuflisch gutes Team, Loewe 2017, ISBN 978-3-7855-8637-2.
- Luzifer Junior (Band 3) – Einmal Hölle und zurück, Loewe 2018, ISBN 978-3-7855-8638-9.
- Luzifer Junior (Band 4) – Der Teufel ist los, Loewe 2018, ISBN 978-3-7432-0077-7.
- Luzifer Junior (Band 5) – Ein höllischer Tausch, Loewe 2019, ISBN 978-3-7432-0279-5
- Luzifer Junior (Band 6) – Schule ist die Hölle, Loewe 2019, ISBN 978-3-7432-0404-1.
- Luzifer Junior (Band 7) – Fiese schöne Welt, Loewe 2020, ISBN 978-3-7432-0489-8.
- Luzifer Junior (Band 8) – Ein Geschenk der Hölle, Loewe 2020, ISBN 978-3-7320-1396-8.
- Luzifer Junior (Band 9) – Ein Dämon im Klassenzimmer, Loewe 2021, ISBN 978-3-7432-0816-2.
- Luzifer Junior (Band 10) – Die verrückte Zeitmaschine, Loewe 2021, ISBN 978-3-7432-0817-9.
- Luzifer Junior (Band 11) – Campingtrip nach Hölland, Loewe, Bindlach 2021, ISBN 978-3-7432-1378-4.
- Luzifer Junior (Band 12) – Zombie-Alarm, Loewe 12. Oktober 2022, ISBN 978-3-7432-1386-9.
- Luzifer Junior (Band 13) – Ein Direktor dreht durch, Loewe 8. März 2023, ISBN 978-3-7432-1387-6.
- Luzifer Junior (Band 14) – Schurkenjagd und Schlotzolade, Loewe 13. September 2023, ISBN 978-3-7432-1652-5.

- Memento Monstrum (Band 1) – Vorsicht, bissig! Coppenrath 2020, ISBN 978-3-649-63010-4.
- Memento Monstrum (Band 2) – Achtung, haarig! Coppenrath 2022, ISBN 978-3-649-63894-0.

- Cornibius & Co (Band 1) – Ein Hausdämon packt aus
- Cornibius & Co (Band 2) – Cornibus verschwindibus
- Cornibius & Co (Band 3) – Die Hölle bebt

### Belletristik
- Letzte Romantiker, Ed. Nautilus, Hamburg 2004, ISBN 3-89401-445-8.
- 30 Tage Sonnenschein, (E-Book), dotbooks 2013
- Bekenntnisse eines Serienjunkies, dotbooks 2013, ISBN 978-3-95520-601-7.

### Theater
- Bauchlandung, (2008) – Regie: Nenad Smigoc und Linus Koenig, Landungsbrücken Frankfurt
- Sturmfrei, (2009) – Regie: Julian König, Landungsbrücken Frankfurt

### Hörbuch
- Der letzte Romantiker, Live-Lesung mit Michael Haase, Linus Koenig, Dirk Pettenkofer und Nanette Waidmann, Eichborn Lido, Frankfurt 2006, ISBN 3-8218-5411-1.

### Sonstige Veröffentlichungen
- Alleinsichten : Kleine Reime., MariPosa, Berlin 2002, ISBN 3-927708-77-1.
- Blondinen in Vitrinen., MariPosa, Berlin 2010, ISBN 978-3-927708-78-5.

### Fremdsprachige Ausgaben
- Godmorgen, Sunshine., (Dän: Der Junge Sonnenschein) Høst, København 2000, ISBN 87-14-19749-9.
- Uzesys ausyse., (Lit: Ohrensausen) Algimantas, Vilnius 2006, ISBN 9986-509-84-X.
- Nichts wie weg!, (Korea: Nichts wie weg!) Nangiyala Publishing House 2006, ISBN 89-956764-3-4.
- Fette Ferien., (Niederlande: Fette Ferien), Noordhoff Uitgevers 2009, ISBN 978-90-01-77583-4.
- Charlie & Leo., (Lettland: Charlie & Leo), AB Bit 2012, ISBN 978-9985-2-1880-8.

### Preise/Auszeichnungen
- Spackos in Space wurde 2014 mit dem Leipziger Lesekompass ausgezeichnet[7].
- Einfach Ungeheuerlich! wurde 2016 mit dem Leipziger Lesekompass ausgezeichnet.